# Hyŏngjesan-guyŏk
Hyŏngjesan-guyŏk ist einer der 18 Stadtbezirke Pjöngjangs, der Hauptstadt Nordkoreas. Er befindet sich nördlich der Innenstadt und grenzt im Norden an den Bezirk Sunan-guyŏk und im Osten an Ryongsŏng-guyŏk. Südlich befinden sich die Stadtteile Pot’onggang-guyŏk und Mangyŏngdae-guyŏk, südöstlich Sŏsŏng-guyŏk.

Im Süden des Bezirks liegt der Berg Jesan.
Hyŏngjesan-guyŏk wurde im Oktober 1960 mit mehreren bis dahin dem Landkreis Taedong-gun zugehörigen Verwaltungseinheiten als Stadtbezirk eingerichtet.

## Bauwerke und Einrichtungen
Im Ortsteil Sangdang-dong befinden sich auf einer Fläche von etwa einem Quadratkilometer das 1947 gegründete Koreanische Filmstudio mit nachgebauten Straßenkulissen verschiedener Länder.
In dem Ort Haksan-ri liegt ein Friedhof für die Soldaten Nordkoreas und der Volksrepublik Chinas, die im Koreakrieg ums Leben kamen, mit einem eigenen Bereich für Mitglieder der chinesischen Volksfreiwilligenarmee.

## Naturdenkmale
Das „Fold valley of west Pyongyang“ im Ortsteil Chungdang-ri ist unter den Naturdenkmalen Nordkoreas mit der Sortierungsnummer 23 aufgeführt.

## Verwaltungsgliederung
Hyŏngjesan-guyŏk ist in 15 Verwaltungseinheiten, die Dongs eingeteilt. Der Ortsteil Hadang-dong ist wiederum in zwei, die Ortsteile Singan-dong und Sopo-dong in je drei Verwaltungseinheiten untergliedert.
|                | Chosŏn'gŭl | Hancha |
| -------------- | ---------- | ------ |
| Chonnam-ri     | 천남리     | 川南里 |
| Chungdang-dong | 중당동     | 中堂洞 |
| Hadang-dong    | 하당동     | 下堂洞 |
| Haksan-dong    | 학산동     | 鶴山洞 |
| Heyeongsan-ri  | 형산리     | 兄山里 |
| Hyongsan-ri    | 형산리     | 兄山里 |
| Jesan-ri       | 제산리     | 弟山里 |
| Sangdang-dong  | 상당동     | 上堂洞 |
| Signan-dong    | 신간동     | 新間洞 |
| Sinmi-dong     | 신미동     | 新美洞 |
| Seokjeon-ri    | 석전리     |        |
| Sokchon-dong   | 석전동     | 石田洞 |
| Sopo-dong      | 서포동     | 西浦洞 |
| Soryong-dong   | 서룡동     | 西龍洞 |
| Sosan-dong     | 서산동     | 西山洞 |